# Robert Brown (botaniker)
Robert Brown, född 21 december 1773 i Montrose, död 10 juni 1858 i London, var en brittisk botaniker.
År 1827 var Robert Brown den första som iakttog den slumpmässiga rörelse som främst kan iakttagas hos mycket små partiklar som svävar i en fluid (fysikaliskt begrepp som motsvarar vätska eller gas). Fenomenet kunde inte förklaras förrän 1905 då Albert Einstein publicerade sitt arbete om den Brownska rörelsen, som i praktiken bevisade atomernas (och molekylernas) existens.
Brown invaldes 1822 som utländsk ledamot nummer 243 av Kungliga Vetenskapsakademien. Auktorsnamnet R.Br. kan användas för Robert Brown (botaniker) i samband med ett vetenskapligt namn inom botaniken; se Wikipediaartiklar som länkar till auktorsnamnet.